# ビョルン・ワルデガルド
ビョルン・ワルデガルド（瑞Björn Waldegård、1943年11月12日 - 2014年8月29日）はスウェーデンのラリードライバー。1979年に世界ラリー選手権 (WRC) の初代ドライバーズチャンピオンを獲得した。
スウェーデンでのニックネームは「Walle」。昔の日本のプレス表記では苗字表記が「ワルデゴールド」等多々発音の違いによる表記があるが、現プレスでの表記上では「ビヨン・ワルデガルド」と表記される｡

## 経歴
ワルデガルドは農家の息子として生まれたが、ラリーストとして実に40年に及び長期に渡り活動した。1962年にフォルクスワーゲン・ビートルでデビュー（フォルクスワーゲンはスウェーデンにナショナルチームがあったため、よくあることだった）。すぐに才能を発揮し、2台目のビートルを手に入れる頃には割引価格で入手していた。
その後ポルシェに乗り換え、1967年と1968年の国内選手権タイトルを獲得。1968年と1969年は国際スウェーデンラリー（現在のWRC{ラリー・スウェーデン）でも優勝。1969年はスウェーデンの輸入業者のポルシェへの働きかけによりラリー・モンテカルロにもエントリー。ヘンリ・トイヴォネンの父パウリや、元F1ドライバーのヴィック・エルフォードらを打ち破って優勝し、翌年も連覇。国外では無名かつ無報酬だった彼は、一躍国際的ラリーストとなった。
1970年中頃のワルデガルドは個人で改造したポルシェ・カレラRSRでラリークロスに参戦した。ワルデガルドの残した最高結果は、フランツ・ヴルツ（F1ドライバーのアレクサンダー・ヴルツの父）がチャンピオンとなった1974年、ERA欧州ラリークロス選手権（現在のFIA欧州ラリークロス選手権）における2位であった。また、1971年はル・マン24時間レースにもポルシェで参戦した。
1970年誕生のIMC（国際マニュファクチャラーズ選手権）、これが発展して1973年に誕生したWRC（世界ラリー選手権）にも参戦。1974〜1975年はトヨタが支援する古くからの同郷の先輩オベ・アンダーソンのチーム（現在のTGR-E）に在籍し、セリカ1600GTやカローラレビンをドライブした。
1975年からアリタリアをスポンサーとしたランチアのワークスチームに移籍。1976年はランチアはモンテカルロで1-2-3フィニッシュを達成するが、この時ランチアの母国イタリアのスターであるサンドロ・ムナーリが1位、2位がワルデガルドで、イタリア人監督のチェザーレ・フィオリオはムナーリにプレッシャーを掛けたワルデガルドを批判したため、確執が生まれた。決定打となったのは同年ランチアの地元イタリアで開催されたサンレモラリーで、ワルデガルドとムナーリはトップ争いをしていた。ワルデガルドは最終ステージ終了時点でムナーリに対して4秒先行していたが、ワルデガルドをフィオリオは無理やり4秒引き留めて浪費させ、「フェア」な勝負にさせた。この仕打ちを受けてもワルデガルドは優勝したが、その夜ワルデガルドはフォードに電話を掛け、シーズン途中でフォードチームへ移籍することとなった。ムナーリはターマックしか得意ではなかったのに対し、ワルデガルドはオールラウンダーで路面を問わず結果を残せるドライバーだったため、ランチアには少なからぬ打撃となった。
リアソリッドアクスルとリーフスプリングを備えたフォード・エスコートRS1800は運転しやすく、チームの状態も良かったため、彼のWRCキャリアで最も素晴らしい数年間となった。過酷なラリーと呼ばれた1977年の選手権において3勝（サファリラリー、アクロポリス・ラリー、RACラリー）を挙げた。この年「FIAカップ・フォー・ドライバーズ」が創設されていたが、このカップはムナーリが獲得している。
1979年、フォードワークスが出場しないアフリカラウンドはメルセデス・ベンツチームで活動した。モンテカルロは歴史的な激闘となり、ワークスから放出されたストラトスを駆る2度の欧州ラリー選手権王者のベルナール・ダルニッシュが、最終日前にあった4分差をひっくり返し、ワルデガルドは6秒差で大逆転負けを喫した。最終戦コートジボワール・ラリーではV8エンジンを備えるメルセデス・ベンツ・450SLC 5.0をドライブ。2位で十分なことがわかっていたワルデガルドは慎重に走り、チームメイトのハンヌ・ミッコラに勝利を譲る形となったが、ランキングではたった1ポイント差でミッコラを破ってランキング1位となった。この年からドライバーズランキングがカップから「ドライバーズ・チャンピオンシップ」へ格上げされたため、ワルデガルドはWRCの初代ドライバーズチャンピオンとなった。

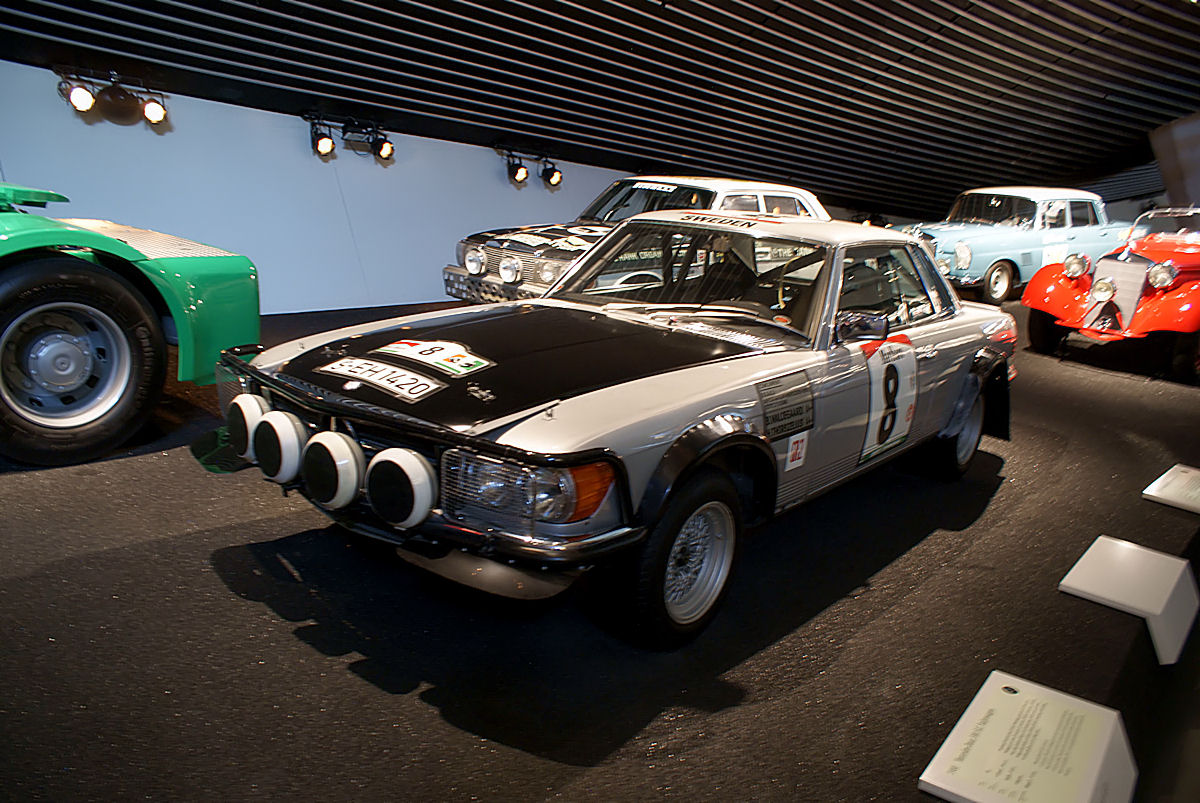
1980年にドライブしたメルセデス・500SLC

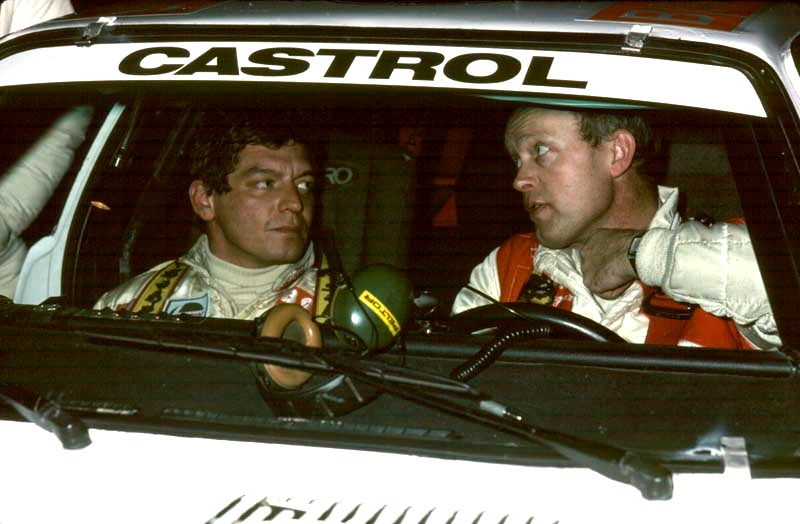
1984年、ワルデガルド（右）とコ・ドライバーのフランツ・ヴルツ（左）

1980年はフォードがワークス参戦から撤退したため、プライベーターや地元ディーラー系チームからフィアット・131・アバルトラリー、メルセデス・ベンツ・500 SLC、トヨタ・セリカ2000GTを乗り継ぎつつWRCに参戦した。コートジボワールでは500SLCを駆って優勝したが、チャンピオンシップはミッコラが上回るという、前年とは逆の結果となった（チャンピオンはフィアットのヴァルター・ロール）。
1980年秋のRACラリーからトヨタに復帰し、以後10年に渡りトヨタに所属する。トヨタは1989年登場のグループAマシン・セリカGT-Four（ST165）までチャンピオンシップを狙えるマシンではなかったが、ワルデガルドはアフリカイベント（サファリとコートジボワール）で5勝、1982年のニュージーランドも合わせて6勝を挙げた。1987年の香港〜北京ラリーでも、繋ぎ役としての投入だったA70型スープラを駆り優勝している。
またトヨタ以外でもプライベーターとしてポルシェやフェラーリ・GTBをドライブし、WRCのイベントに参戦した。
彼の最後の勝利は1990年、トヨタに所属したときのサファリラリーであった。サファリラリーでの勝利は、世界ラリー選手権における最年長勝利（46歳）となり、2022年の開幕戦ラリー・モンテカルロでセバスチャン・ローブが勝利をあげるまで、その記録は長年破られていなかった。
1990〜1992年はダカール・ラリーでプジョー・405 T16 GRや、シトロエン・ZX RRをドライブ。90年にステージ3勝を挙げてアリ・バタネンに次ぐ2位となった。しかしエクストリームな速度で秒を争うわけではなく、戦術と計画に基づいて毎日500〜600キロをただ走り続けるラリーレイドはワルデガルドには退屈で、「自分は一体何をやっているんだ」と自問するほどであったといい、1992年のパリ-モスクワ-北京ラリーを最後に確固たる決意で引退した。
1992年はランチアに移籍。サファリラリーの練習走行中に切り株に激突し、その際のステアリングの回転により腕を骨折。ナイロビの病院で処置の上、車体に工夫を凝らして出走し3番手を走行したが、給油中に高温になったブレーキにガソリンが飛び散って引火し、マシンが全焼。この年を最後に第一線から引退し、以降は亡くなる年までヒストリック系のラリーを中心に地方のラリーに参戦した。

## 引退後

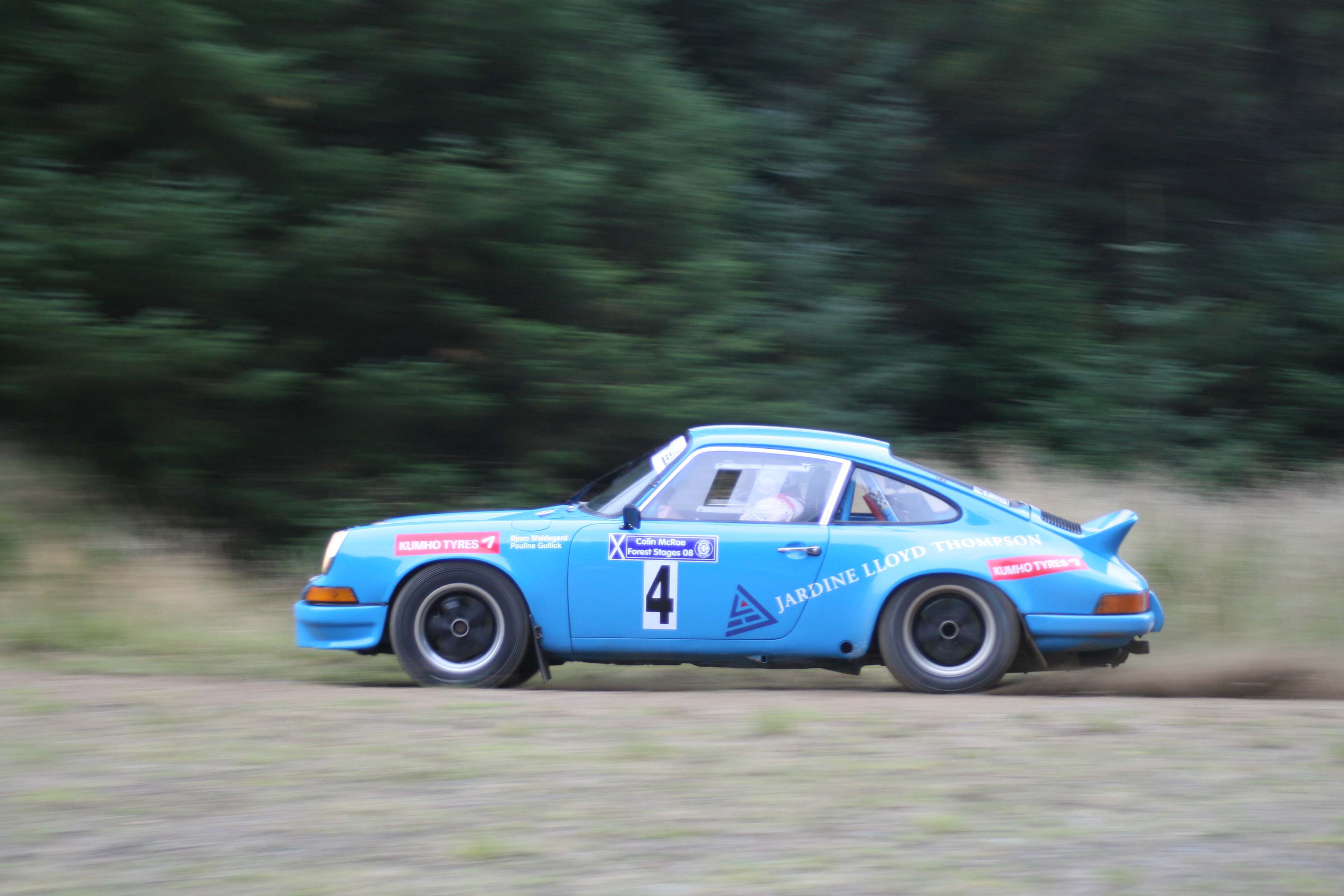
コリン・マクレー追悼ラリーでポルシェ・911を駆るワルデガルド

2008年9月、スコットランドにおけるラリーの優勝者がパースに集ったコリン・マクレー追悼ラリー（Colin McRae Forest Stages Rally）に参加した。2007年死去したマクレーの追悼イベントには世界チャンピオンも参加していたが、ワルデガルドもその一人であり、この追悼イベントにおいてポルシェ911で参加した。
2010年､ワルデガルドは、同郷のスウェーデン人ラリースト、パー・ガンナー・アンダーソンの来期のワークスシート獲得を支援しており、近年は若手育成にも一躍買って出ている。また、ヒストリックイベントとして開催されるイーストアフリカン・サファリ・クラシックには毎戦のようにスタートしており、68歳で出場した2011年にはポルシェ911で優勝を飾っている。
2012年に来日した際には、新城ラリーでグループBのセリカ・ツインカムターボの豪快なデモ走行を披露した。また、2013年にも新城ラリー、さらに『トヨタ GAZOO Racing フェスティバル（TGRF）2013』でも同様にデモ走行を行った。
2014年8月29日の朝、スウェーデンの病院で肝臓ガンのため70歳で急逝。

## 国外選手権での成績
| ビョルン・ワルデガルドの成績（国外選手権） |                                        |                |
| 1968年                                     | 第19回スウェディッシュ・ラリー         | ポルシェ・911S |
| 1969年                                     | 第38回ラリー・モンテカルロ             | ポルシェ・911S |
| 1969年                                     | 第20回スウェディッシュ・ラリー         | ポルシェ・911S |
| 1970年                                     | 第39回ラリー・モンテカルロ             | ポルシェ・911S |
| 1970年                                     | 第21回スウェディッシュ・ラリー         | ポルシェ・911S |
| 1970年                                     | 第41回オーストリア・アルパイン・ラリー | ポルシェ・911S |

## 世界ラリー選手権での優勝
| #  | イベント名                           | シーズン | コ・ドライバー       | 搭乗車                      |
| -- | ------------------------------------ | -------- | -------------------- | --------------------------- |
| 1  | 第25回スウェディッシュ・ラリー       | 1975     | ハンス･ソルセリウス  | ランチア・ストラトス HF     |
| 2  | 第17回ラリー・サンレモ               | 1975     | ハンス･ソルセリウス  | ランチア・ストラトス HF     |
| 3  | 第18回ラリー・サンレモ               | 1976     | ハンス･ソルセリウス  | ランチア・ストラトスHF      |
| 4  | 第25回サファリラリー                 | 1977     | ハンス･ソルセリウス  | フォード・エスコート RS1800 |
| 5  | 第24回アクロポリス・ラリー           | 1977     | ハンス･ソルセリウス  | フォード・エスコートRS1800  |
| 6  | 第26回ランバードRACラリー            | 1977     | ハンス･ソルセリウス  | フォード・エスコート RS1800 |
| 7  | 第28回スウェデッシュ・ラリー         | 1978     | ハンス･ソルセリウス  | フォード・エスコート RS1800 |
| 8  | 第26回アクロポリス・ラリー           | 1979     | ハンス･ソルセリウス  | フォード・エスコート RS1800 |
| 9  | 第7回ケベック・ラリー                | 1979     | ハンス･ソルセリウス  | フォード・エスコート RS1800 |
| 10 | 第12回ラリー・コートジボワール       | 1980     | ハンス･ソルセリウス  | メルセデス・ベンツ・500 SLC |
| 11 | 第12回ラリー・ニュージーランド       | 1982     | ハンス･ソルセリウス  | トヨタ・セリカ 2000GT       |
| 12 | 第15回ラリー・コートジボワール       | 1983     | ハンス･ソルセリウス  | トヨタ・セリカ TCT          |
| 13 | 第32回マールボロサファリラリー       | 1984     | ハンス･ソルセリウス  | トヨタ・セリカ TCT          |
| 14 | 第34回マールボロサファリラリーケニア | 1986     | フレッド・ギャラガー | トヨタ・セリカ TCT          |
| 15 | 第18回ラリー・コートジボワール       | 1986     | フレッド・ギャラガー | トヨタ・セリカ TCT          |
| 16 | 第38回マールボロサファリラリーケニア | 1990     | フレッド・ギャラガー | トヨタ・セリカ GT-FOUR      |

## レース戦績

### ル・マン24時間レース
| 年     | チーム                   | コ・ドライバー               | 車両           | クラス  | 周回数 | 総合順位 | クラス順位 |
| ------ | ------------------------ | ---------------------------- | -------------- | ------- | ------ | -------- | ---------- |
| 1971年 | エキュリー ジャン セージ | バーナード・シェネヴィエール | ポルシェ・911S | GT +2.0 | 263    | NC       | NC         |